# 대니 피노
대니 피노(Danny Pino, 1974년 4월 15일 ~ )는 미국의 배우이다.

## 출연 작품
- 디어 에반 핸슨 - 래리 모라 역